# Сергиевское-Коньково
Се́ргиевское (Конько́во-Се́ргиевское) — усадьба и бывшая деревня, существовавшая к югу от Москвы, на территории современного района «Коньково». Деревня располагалась справа от Калужской дороги при следовании из Москвы, напротив села Коньково-Троицкое. В XIX веке два села слились в одно большое с общим названием Коньково, которое в свою очередь вошло в состав Москвы в 1960 году.

## История
В конце XVI века здесь находилась деревня Серина, принадлежавшая Петру Никитичу Шереметеву. Судя по писцовой книге 1627 года к этому времени она стала поместьем стольников — братьев Фёдора и Дмитрия Михайловичей Толочановых. В деревне отмечен двор помещика, где жили приказчик и ещё два человека. Толочановы были рядовым родом служилых людей. После смерти Дмитрия в 1652 году деревня Серина перешла к его брату Фёдору, а затем к сыну последнего Семёну. Им и была отстроена ныне существующая церковь, по которой село стало называться Сергиевским.
По описанию 1678 года, в деревне по-прежнему значился лишь двор вотчинника, где жили четыре человека. С этого времени Толочанов начинает обустраивать свою вотчину. Он строит здесь церковь в честь Сергия Радонежского, по которой сельцо стало именоваться Сергиевским. Кроме дворов церковного причта отмечено было еще 20 дворов.
После смерти Семёна Фёдоровича в 1708 году село досталось его внучке Анастасии Васильевне Толочановой, вышедшей в 1710 год замуж за князя Сергея Алексеевича Голицына, который позднее дослужился до чина тайного советника и при императрице Елизавете Петровне несколько лет был московским губернатором. Его супруга умерла в 1756 год, а через два года он последовал за ней. Сергиевское досталось их сыну Алексею, который в том же году уступил село своей незамужней сестре Анне Сергеевне. При ней в середине 1760-х годов в Сергиевском значилось пять дворов с 15 душами мужского и 13 душами женского пола. После Голицыных селом владеет короткое время полковник Фёдор Иванович Боборыкин (Бабарыкин).
Около 1794 года село приобрёл в собственность капитан-лейтенант флота Фёдор Алексеевич Ладыженский, женившийся на Лукии Михайловне Чемесовой. Впоследствии супруги были похоронены перед церковью. В 1818 году следующий владелец имения, отставной полковник Александр Фёдорович Ладыженский, устроил над местом погребения родителей придел. Уже в недавнее время при реставрации здания их захоронение было ликвидировано
Церковь в соседнем селе Троицком значительно пострадала при отступлении наполеоновских войск из Москвы по Калужской дороге и была закрыта в 1813 году. Впоследствии она была разобрана по инициативе Дмитрия Яковлевича Воздвиженского — священника села Сергиевского. Он не упустил случая получить бесплатный материал на ограду своего храма. Поэтому в ноябре 1821 года состоялся снос здания.
Путеводитель 1839 года указывал на Старой Калужской дороге, «едучи от Москвы», Сергиевское-Коньково и Коньково-Троицкое, за которым находилась первая почтовая станция — Тёплые Станы. Тогда в Коньково насчитывалось сорок дворов и около трёхсот человек жителей в двух сёлах.
В середине XIX века число жителей практически не меняется, разве что несколько сокращалось число мужчин, отправлявшихся на заработки. Своих промышленных предприятий в Конькове так и не появилось, зато открылось училище, два трактира и «одна летняя дача».
В 1869 году историк Д. О. Шеппинг и археолог и писатель А. А. Гатцук раскопали славянские курганы, находившиеся в районе этого села. Несколько позже Д. О. Шеппинг сделал описание местности и зарисовку села Сергиевского.
 На правой стороне большой дороги, против коньковских дворов, красуется на возвышенном месте березовая роща с правильно засаженными аллеями, принадлежавшая вероятно к парку графа Воронцова; ныне часть её обращена в деревенское кладбище. Посредине рощи большой курган, и по ту сторону, на склоне большого оврага, имеется множество невысоких доисторических курганчиков, расположенных в виде шахматной доски, где мы с А. А. Гатцуком произвели несколько лет тому назад археологическую раскопку, увенчавшуюся довольно успешными находками. В этой роще бывает 5 июля народное гулянье. Далее идет усадьба, ныне купца Ирошникова, и церковь Сергия с церковными домами, но без крестьянских усадеб. На стенах и дверях церкви видны доныне следы французских пуль 1812 года
30 ноября 1850 года по благословению митрополита Филарета (Дроздова) в доме священника Зерчанинова совершилось открытие сельского училища для детей прихожан. В 1874 году в том же доме открыто училище от московского уездного земства.

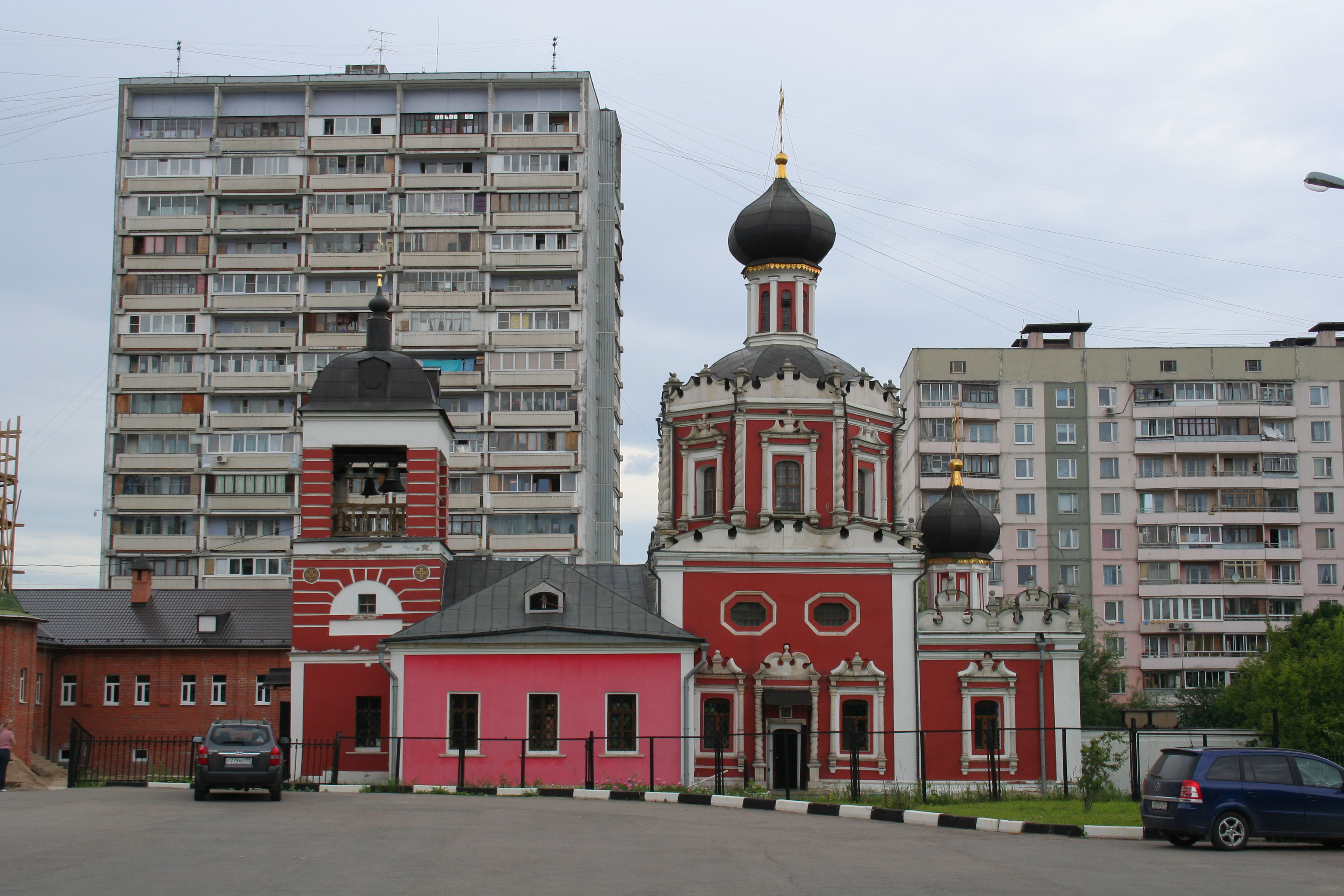
Троицкая церковь конца XVII в.

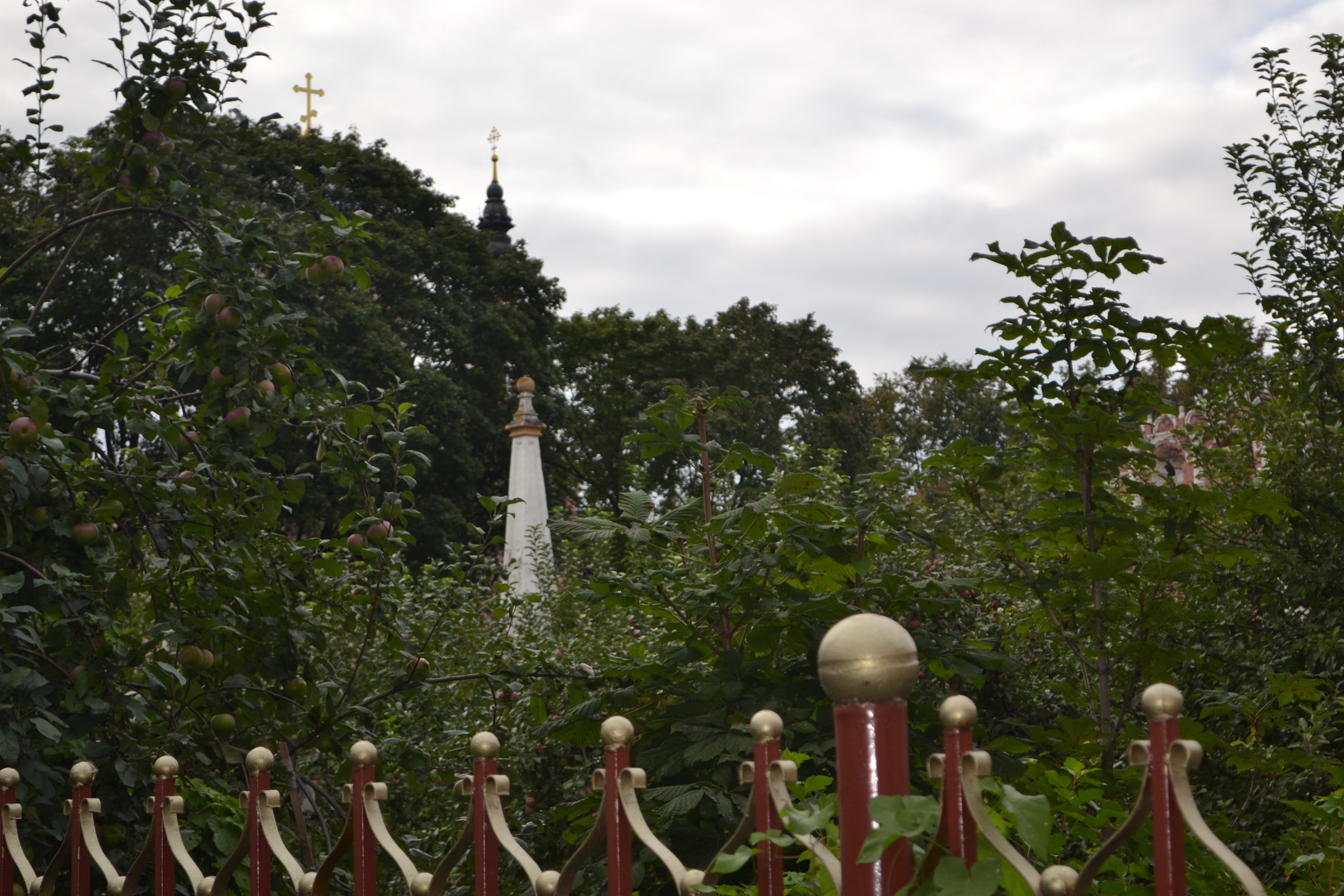
Обелиск в Донском монастыре

Справа от храма ещё не так давно находился двухэтажный деревянный дом, сооружённый в 1-й половине XIX века. В нём в 1850 году было открыто сельское приходское училище, а в 1884 году — начальное земское училище, попечителем которого был помещик соседнего села Узкого князь П. Н. Трубецкой. В послереволюционное время в этом же здании находилась контора совнархоза «Коньково». В данный момент этот дом не существует, и на его месте находятся жилые здания.
В 1890-х годах усадебная часть принадлежала двум владельцам — почётным потомственным гражданам Ирошниковым и однофамильцу, а может быть, и отдалённому потомку первых владельцев — коллежскому советнику В. П. Безобразову. При них все основные усадебные постройки оставались деревянными.
Во второй половине XIX века два соседних села — Троицкое-Коньково и Сергиевское, ещё с 1813 года имевшие общую церковь, сливаются в одно под названием Сергиевское или Коньково.
В 1960 году оно вошло в черту Москвы. Интенсивное жилое строительство началось здесь в 1964 году и завершилось в начале 1980-х годов.
На сегодня от коньковского ансамбля сохранились: церковь Троицы в Коньково, её в 1990 году освятили как Троицкую и начали реставрацию, и белокаменный обелиск второй половины XVIII века, хранящийся в Донском монастыре.